# Партия на добродетелта
Партията на добродетелта (на турски: Fazilet Partisi, FP) е ислямистка политическа партия в Турция, която съществува в периода 17 декември 1997 – 22 юни 2001 г. Забранена е от Конституционния съд на Турция, причината която посочва съда е, че нарушава светските членове от конституцията на страната. Председател на партията през целия ѝ период е Реджай Кутан. След забраната на партията, нейните депутати са сред основателите на две нови партии: Партия на справедливостта и развитието и Партия на щастието.

## История
Голяма част от учредителите на партията са бивши членове на партиите – Национален ред, Националното спасение и Партия на благоденствието. Мерве Кавакчи е жена депутат от партията, на която ѝ е забранено да положи клетва в турското Велико народно събрание, за това че носи забрадка.
Бившият председател на партията Реджай Кутан завежда дело от името на партията в Европейския съд по правата на човека, като изтъква нарушение на членовете 10 (свобода на изразяване) и 11 (свобода на сдружаване). През декември 2005 г. Кутан заявява пред съда, че възнамерява да оттегли заявлението, вероятно повлияно от неблагоприятния резултат в „Лейля Шахин срещу Турция“ (2004), а съдът оттегля случая.